# Ostau (Adelsgeschlecht)
Ostau ist der Name eines alten preußischen Adelsgeschlechts. Die Herren von Ostau gehören zum ostpreußischen Uradel. Zweige der Familie bestehen bis heute.

Wappen derer von Ostau

## Geschichte

### Herkunft
Das Geschlecht nannte sich ursprünglich Ponnau, nach dem gleichnamigen Stammhaus im ehemaligen Landkreis Königsberg. Erstmals erwähnt wird ein von Ponnau um 1380. Dessen Söhne Hans und Jacob von Ponnau auf Kisitten werden am 15. März 1414 mit Jacobsdorf belehnt. Kneschke nennt den 1435 erscheinenden Johann von Ostau als Familienmitglied. Zu Zeiten von Paul von Rusdorf, dem Hochmeister des Deutschen Ordens, soll er Ordensfähnrich und Panierführer gewesen sein. In einer Familienurkunde heißt es „Seine Nachkommen sind berühmte Kriegsleute, Kanzler und weise Räthe von Zeit zu Zeit gewesen“.
Nach dem Genealogischen Handbuch wird der Name von Ostau erst um 1535, aus heute nicht mehr nachvollziehbaren Gründen, angenommen. Die Stammreihe beginnt mit Georg von Ostau († 1551) auf Kisitten und Kegels.

### Ausbreitung und Linien
Zwei der drei Söhne des Stammvaters Georg von Ostau wurden die Begründer der beiden Linien des Geschlechts. Fabian von Ostau auf Kisitten und Kegels war der Stifter der älteren und Siegmund von Ostau auf Kleszowen der Begründer der jüngeren Linie. Der dritte Sohn Johann von Ostau auf Ilischken und Jacobsdorf starb ohne Nachkommen. Die ältere Linie erlosch Mitte des 18. Jahrhunderts, während die jüngere bis in die heutige Zeit gelangen konnte. Zweige ließen sich später auch im Jerichower Kreis des Herzogtums Magdeburg nieder.
Aus der älteren Linie kam Albrecht von Ostau (1613–1678), ein Enkel von Fabian, Herr auf Nerfken, Kegels, Sedlienen und Schönfliess. Er wurde Geheimrat und Hofrichter. Ludwig von Ostau (1663–1737), Herr auf Lablacken, war Geheimer Etatminister, Kanzler und Lehnsdirektor. Er heiratete Maria Casimira Elenore Gräfin von Schlieben. 1756 mit dem Tod von Albrecht Siegmund von Ostau (* 1712), Kapitän im Regiment „von Canitz“, erlosch die ältere Linie im Mannesstamm.
Aus der jüngeren Linie kam Johann von Ostau (1592–1631) auf Kampken und Taktau, Sohn von Siegmund von Ostau. Er wurde preußischer Hofgerichtsrat und heiratete Catherine von Kunheim aus dem Haus Lablacken. Sein Bruder Fabian von Ostau (1595–1645) auf Kleszowen war preußischer Kanzler. Dessen Sohn Johann Siegmund († 1700) auf Kleszowen wurde Tribunal-Vizepräsident. Von seinen Enkeln, Christoph Albrecht (1735–1805) auf Lablacken und Frödau, Etatminister und Ober-Burggraf des Königreiches Preußen, Ludwig August (* 1736) auf Puschkeiten, Landrat und Julius Wilhelm (1738–1808) auf Quanditten, Landesdirektor und Landrat, konnte nur Letzterer den Mannesstamm fortsetzen.
Friedrich Aegidius von Ostau (* 1772), Sohn von Julius Wilhelm, starb 1857 als preußischer Major und Landrat. Sein Bruder Heinrich Carl von Ostau (1790–1872) schied nach 40-jähriger Dienstzeit als Generalmajor aus der Preußischen Armee.

### Besitzungen

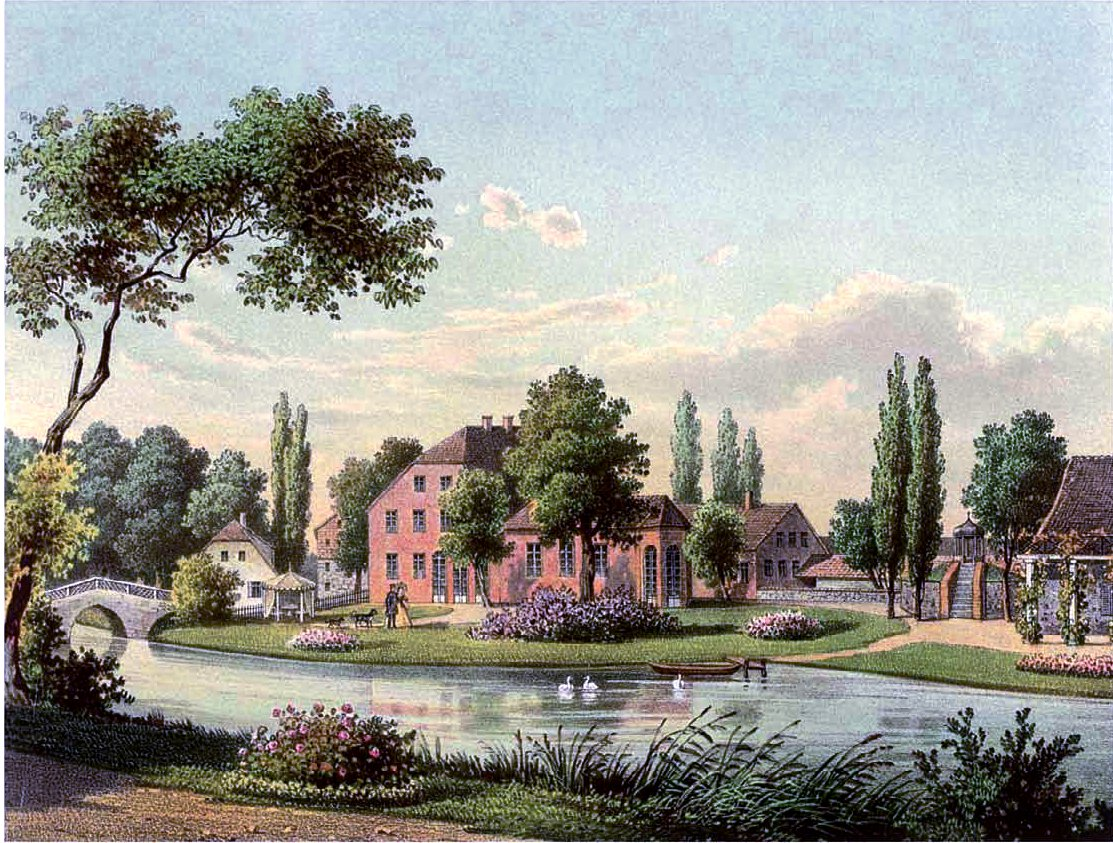
Gut Lablacken um 1863/64, Sammlung Alexander Duncker

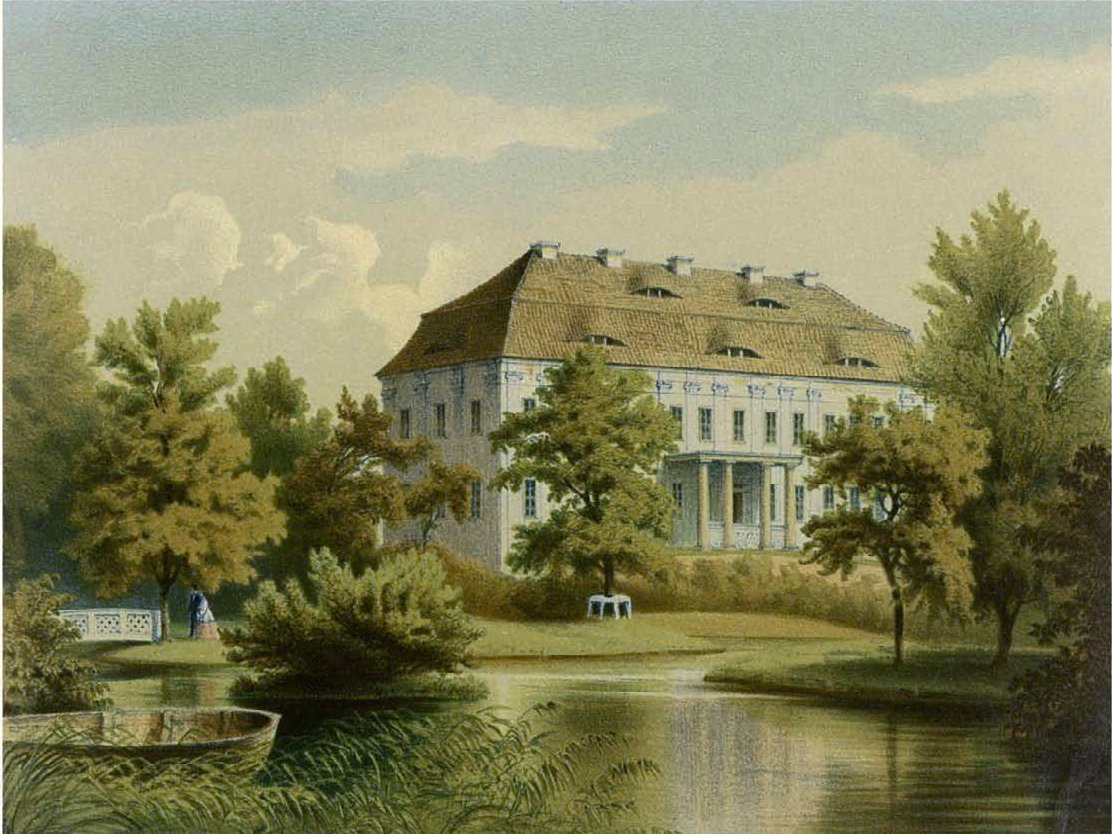
Schloss Dretzel um 1857/58, Sammlung Alexander Duncker

Nach Ledebur waren schon früh (vor 1500) Kisitten im späteren Landkreis Preußisch Eylau und Kegels im späteren Landkreis Bartenstein (Ostpr.) im Besitz der Familie von Ostau. 1550 konnte auch Kleszowen im Landkreis Darkehmen erworben werden. Der größte Teil des Grundbesitzes lag damit in den ostpreußischen Kreisen Preußisch Eylau und Friedland. Puschkeiten, Stockheim und Dommelkeim im Friedländer Kreis waren noch 1800 und Lablachen von 1643 bis Mitte des 19. Jahrhunderts in Familienbesitz.
Später wurden Angehörige auch in der Provinz Preußen unter anderem mit den Rittergütern Dretzel und Ringelsdorf (Genthin)  im Landkreis Jerichow II besitzlich. Ringelsdorf mit  1020 ha wurde nach 1912 verkauft. Dretzel mit etwa 610 ha konnte bis 1945 gehalten werden.

## Wappen
Das Wappen zeigt in Silber eine sparrenweise schwarze Armschiene, begleitet von drei (2, 1) roten Rosen. Auf dem Helm mit rot-silbernen Helmdecken eine Rose vor einem schwarzen Hahnenfederbusch.

## Bekannte Familienmitglieder
- Fabian von Ostau (1595–1645), preußischer Kanzler
- Ludwig von Ostau (1663–1727), preußischer Staatsmann (Minister)
- Christoph Albrecht von Ostau (1735–1805), preußischer Etatminister und Oberburggraf des Königreiches Preußen
- Friedrich Aegidius von Ostau (1772–1857), preußischer Major, Landrat des Landkreises Königsberg und[6] Ritter des Ordens Pour le Mérite
- Heinrich von Ostau (1790–1872), preußischer Generalmajor
- Ludwig von Ostau (1835–1904),[7]  preußischer Generalleutnant
- Hans von Ostau (1863–1951), Politiker, Mitglied des Preußischen Abgeordnetenhauses
- Joachim von Ostau (1902–1969), Schauspieler, Regisseur, Theaterdirektor, Autor, Fabrikant und Parteiengründer
- Julius Wilhelm Albrecht von Ostau (1738–1808), preußischer Leutnant, Landrat und Landesdirektor
- Erna von Ostau, geb. van Delden (1903–1955), Schauspielerin und Autorin
- Ruth von Ostau (1899–1966), Künstler- bzw. Geburtsname der deutschen Schriftstellerin Ruth von Brandenstein, geb. von Ostau